# 羅茲諾申西克
48°18′51″N 30°22′30″E / 48.31417°N 30.37500°E
羅茲諾申斯凱（烏克蘭語：Розношенське），是烏克蘭中部的村莊，隸屬基洛夫格勒州的霍洛瓦尼夫斯克區。該村海拔高度152米，2001年人口998，98%居民使用烏克蘭語。